# Билимбай (станция)
Билимба́й — станция Свердловской железной дороги. Расположена на 1756 км главного хода Транссибирской магистрали, в посёлке Билимбай муниципального округа Первоуральск Свердловской области. Входит в Екатеринбургский центр организации работы железнодорожных станций ДЦС-2 Свердловской дирекции управления движением.
Имеются две низкие пассажирские платформы — одна боковая у 3-го станционного пути, ближайшего к зданию вокзала, одна островная – между I и II (главными) путями. Переход между платформами осуществляется по настилам. Пешеходный мост отсутствует.
К станции примыкают железнодорожные пути ООО «Экрос», Коноваловского и Галкинского карьеров ОАО «Билимбаевский рудник».
По состоянию на 2015 год, на станции останавливаются 9 пар электропоездов из Екатеринбурга на Кузино, Шалю, Шамары.
В 2014 году к 280-летию посёлка Билимбая была проведена реконструкция вокзала и береговой посадочной платформы. У входа в вокзал установлен макет паровоза Черепановых. В целом сохранён исторический облик здания.

## Галерея

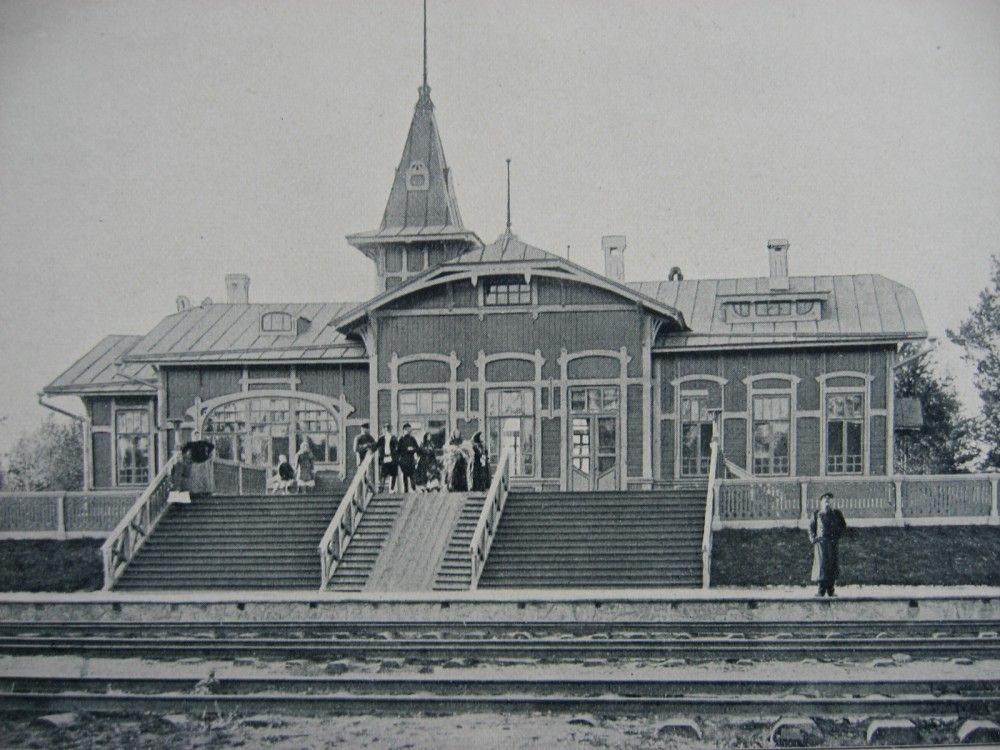
Вид станции в начале XX века
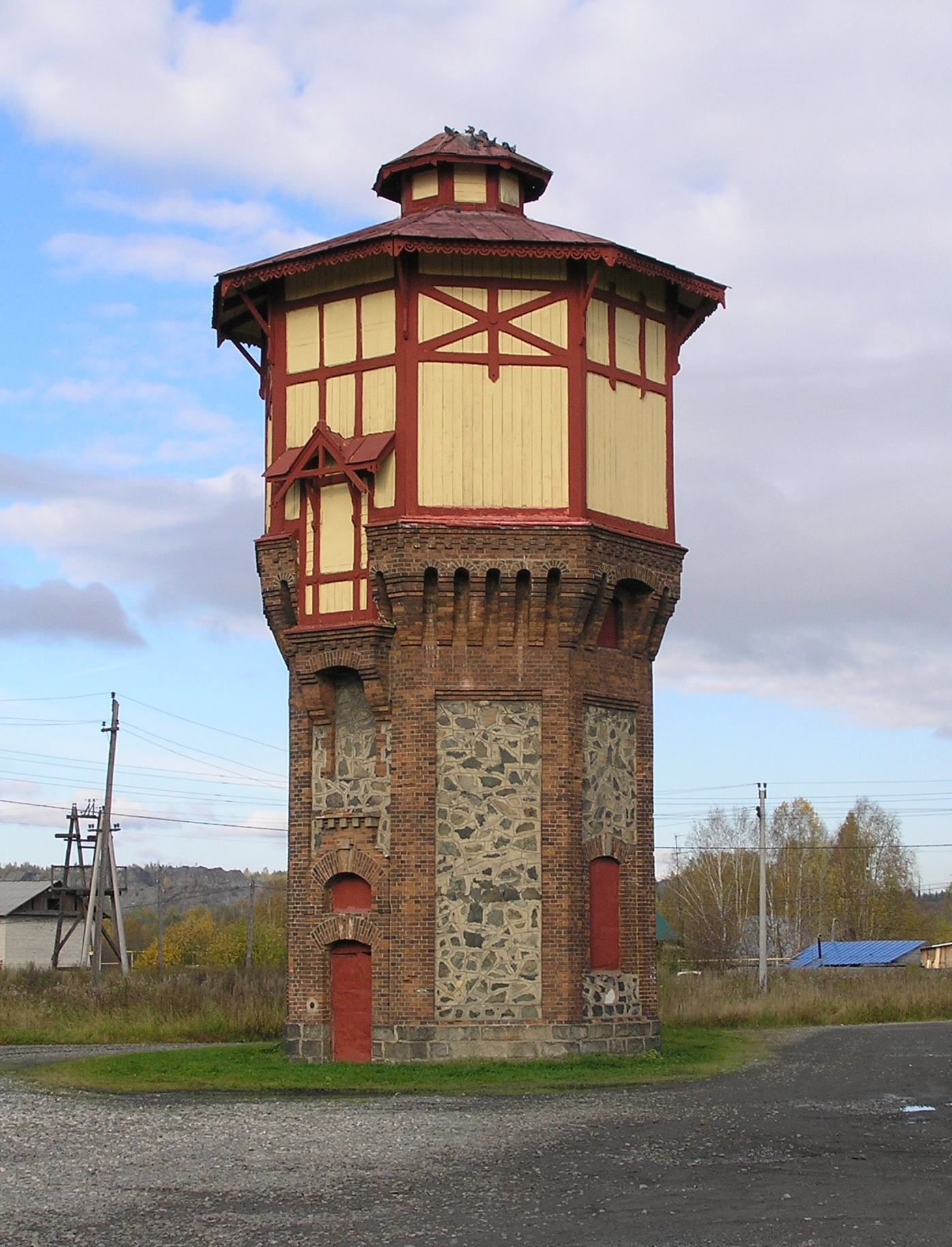
Водонапорная башня на ст. Билимбай
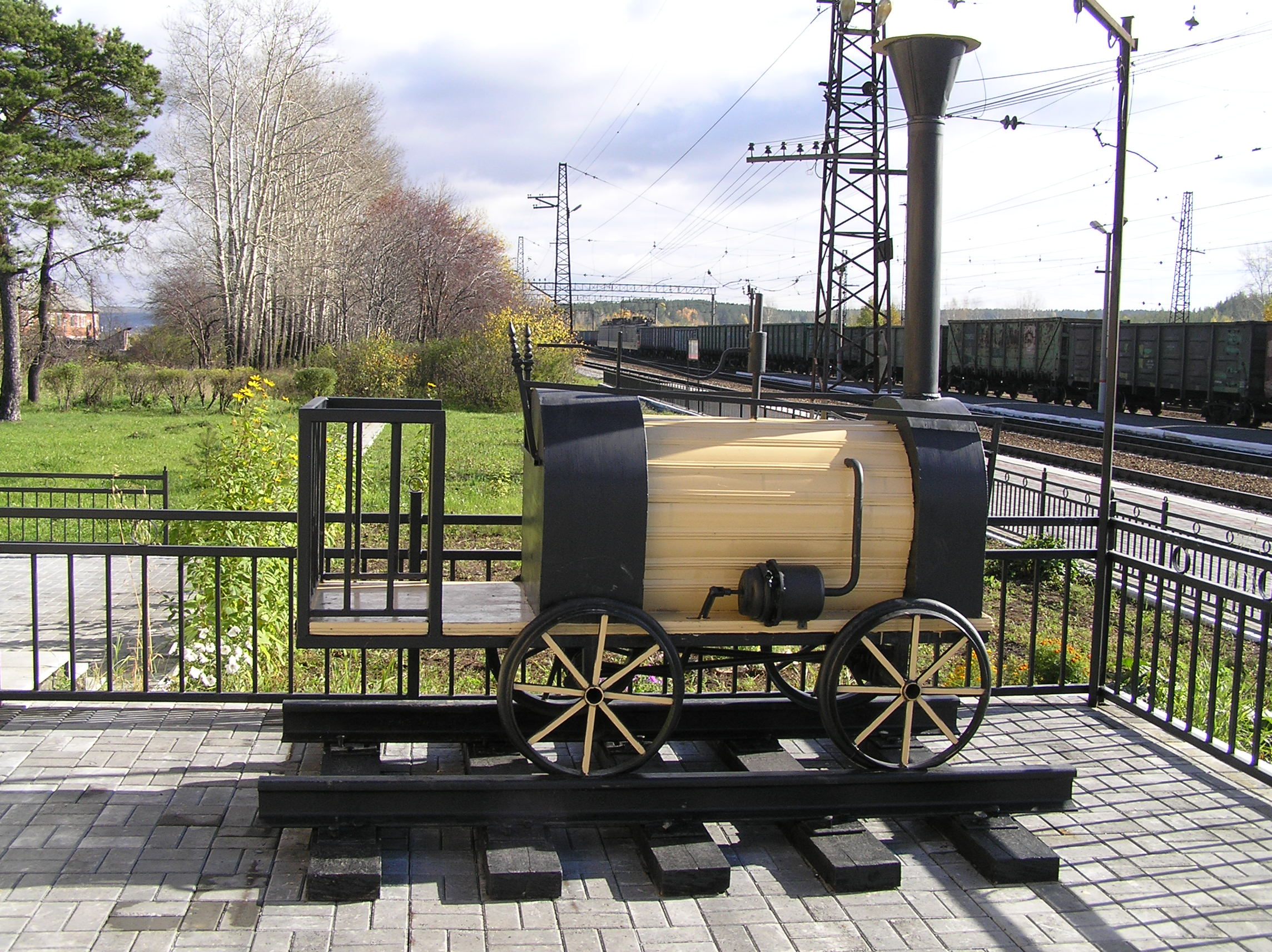
Макет паровоза Черепановых на ст. Билимбай